# سلالة القطر البحري

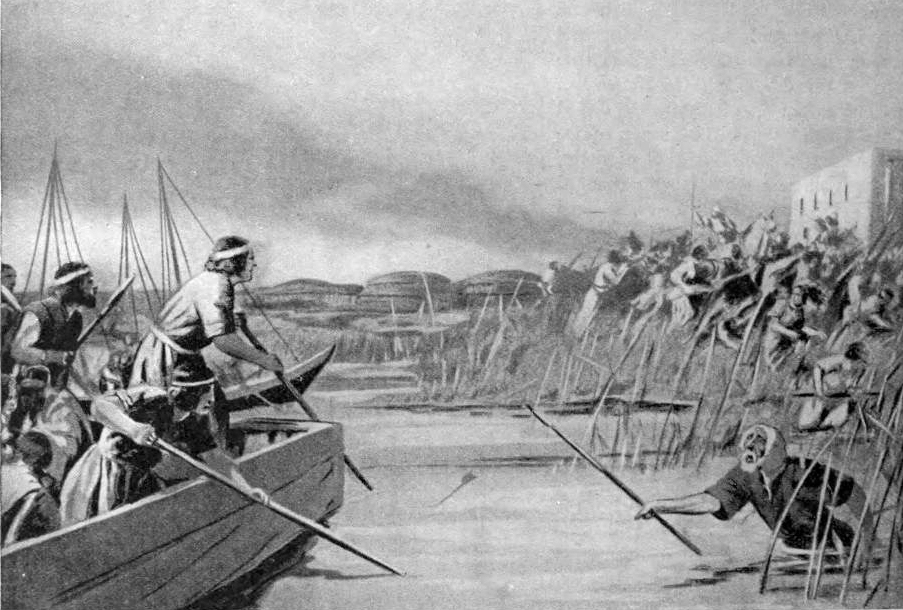

سلالة القطر البحري أو سلالة بابل الثانية وهي سلالة نشئت في جنوب بلاد بابل على سواحل الخليج العربي جنوب العراق حاليا، وسميت بالقطر البحري لانها كانت مطلة على سواحل الخليج العربي وسميت أيضا بسلالة بابل الثانية لانها نشئت في جنوب بلاد بابل، نشئت هذه السلالة بعد ثورة في الإقليم السومري في على حكم بابل قادها ايلوما ايلو وألذي كان أول ملوكها ضد سمسو إيلونا وألذي كان ابن حمورابي وألذي خلفه في الحكم حكمت هذه السلالة من 1732-1460 ق م وظهرت أسماء هؤلاء الملوك في قائمة الملوك الآشورية بأسماء أكدية وكان مركز حكم هذه السلالة في مدينة إيسن، ومن هذه السلالة خرجت السلالة بابل الرابعة وألذي كان نبوخذ نصر الأول من أحد ملوكها وبحسب ما قاله أحمد سوسة من هذه السلالة خرجت سلالة نبوبولاسر الكلدانية وألتي كانت آخر السلالات البابلية.

## الحكام
قد حكم هذه السلالة اثنا عشر ملكاً معروفين وهم :
1- ايلوما ايلو.
2- إتي إيلي نيبي.
3- دامق ايليشو.
4- اشكيبال.
5- شوشي.
6- كل-كيشار.
7- ملك مجهول . 
8- بشكال درماش.
9- ادارا-كلاملا.
10- اكور-اورلما.
11- ميلام كركرا.
12- ايا-كامل.